# École siennoise

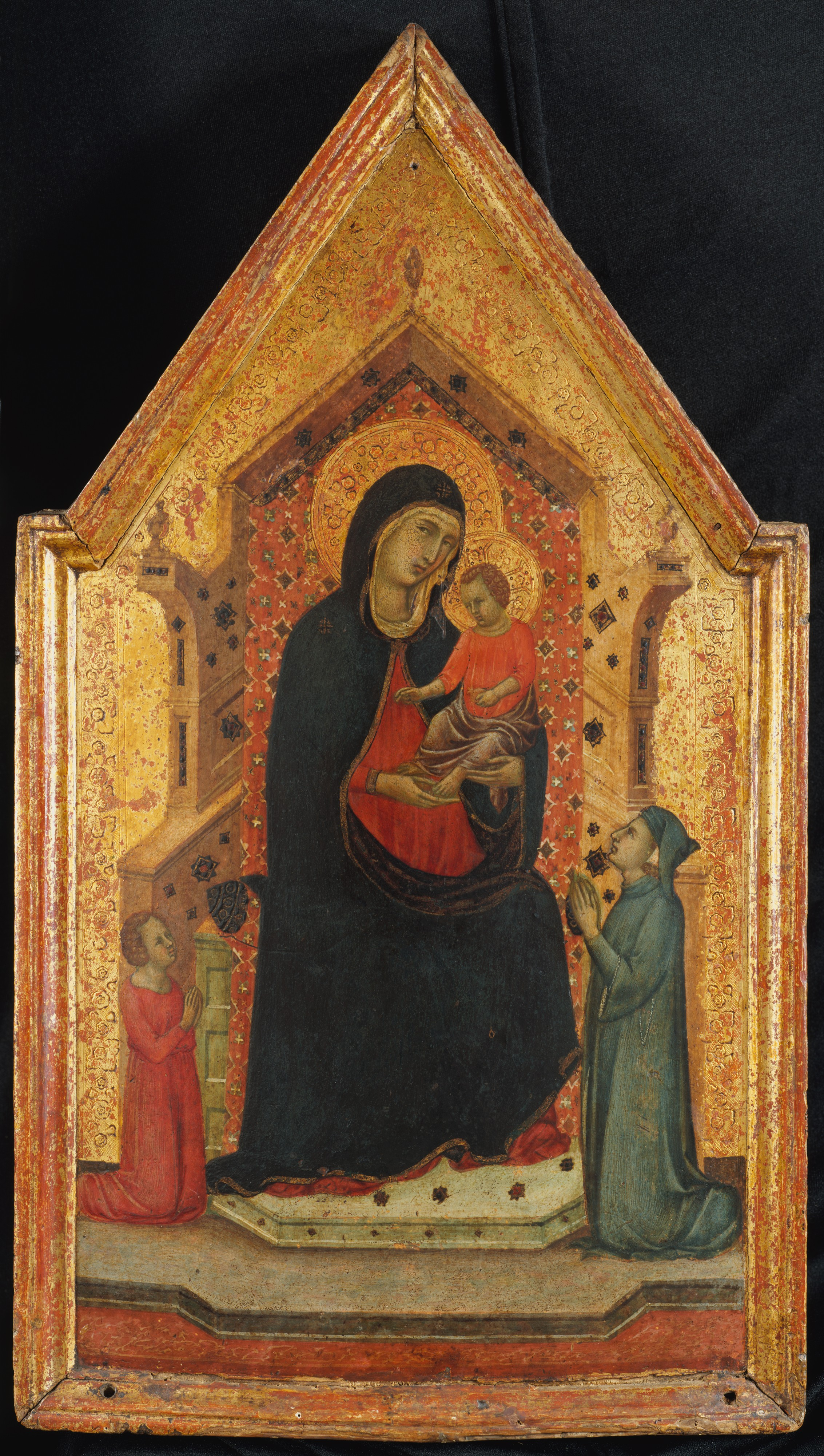
La Vierge et l'Enfant sur un trône avec deux donateurs, œuvre du maître dit « de la Madone Goodhart », peintre ducciesque anonyme siennois du premier quart du XIVe siècle.

L'école siennoise de peinture en Italie s'étend  du XIIIe au XVIe siècle et se développe parallèlement à l'art pictural de l'école florentine, elle se distingue par un goût raffiné pour la couleur, hérité de Byzance, et un chromatisme très particulier : orangés, rouges très vifs, verts amande et un jeu subtil d'opposition des chauds et des froids : le verdaccio siennois, une préparation qui va définir le modelé des visages et des mains, avec des ombres légèremenbt colorées en vert par ce verdaccio. C'est une technique particulièrement soignée que développera Simone Martini. Une des caractéristiques de la peinture siennoise, c'est un sens réel de l'histoire, de la narration. Beaucoup de scènes de la vie des saints n'avaient pas de modèles iconographiques. Il fallait inventer. Les peintres siennois ont eu également le souci précoce d’assimiler des modes d’expression gothiques. Cela les distingue des principes que l'on attribue traditionnellement à la Renaissance italienne, de la plus pure tradition byzantine de Duccio di Buoninsegna, à Simone Martini, son apprenti, Pietro et Ambrogio Lorenzetti, Domenico et Taddeo di Bartolo, Stefano (il Sassetta) et Matteo di Giovanni.
Elle réussit à rivaliser avec Florence, bien qu'elle fût plus conservatrice et se concentrât davantage sur la beauté décorative et l'élégance de la dernière période de l'art gothique.
Au XVIe siècle, les maniéristes Domenico di Pace Beccafumi et Giovanni Antonio Bazzi (il Sodoma) appartiennent à l'école siennoise.

## Historique
Mythiquement fondée par Senius, fils de Remus, Sienne est la cité de la Louve et de ses jumeaux (une étymologie populaire pendant des siècles voulait que le nom italien de la ville vînt d'une déformation de seno, « sein » en italien, faisant par là référence au sein de la louve). Sienne, rivale de toujours de Florence, est la dernière cité toscane à tomber sous le joug de cette dernière, en 1555. 
Sienne joua avant cela un rôle non négligeable dans la politique italienne : le retour des Papes d'Avignon à Rome est attribué à Catherine de Sienne et c'est à Sienne, en 1433, que l'empereur Sigismond séjourne quelques mois avant de se rendre à Rome pour s'y faire couronner. Plus important encore, Pie II Piccolomini, élu Pape en 1458, est un Siennois.

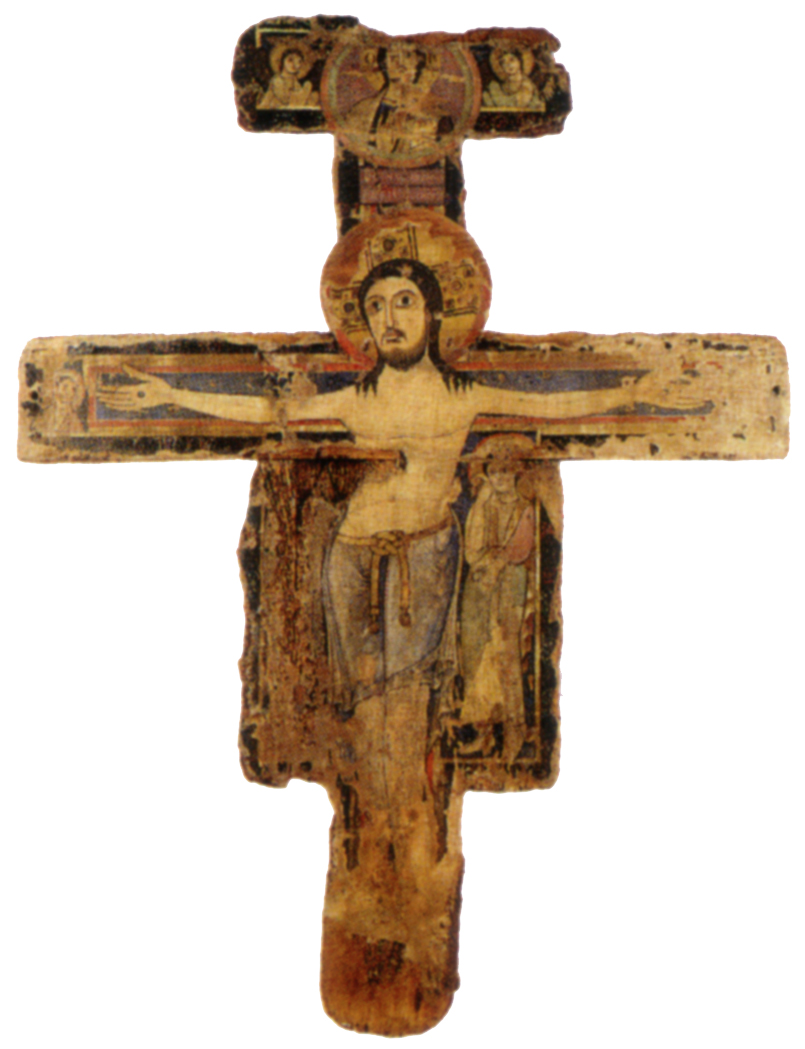
Crucifix de Sant'Antimo, vers 1190.

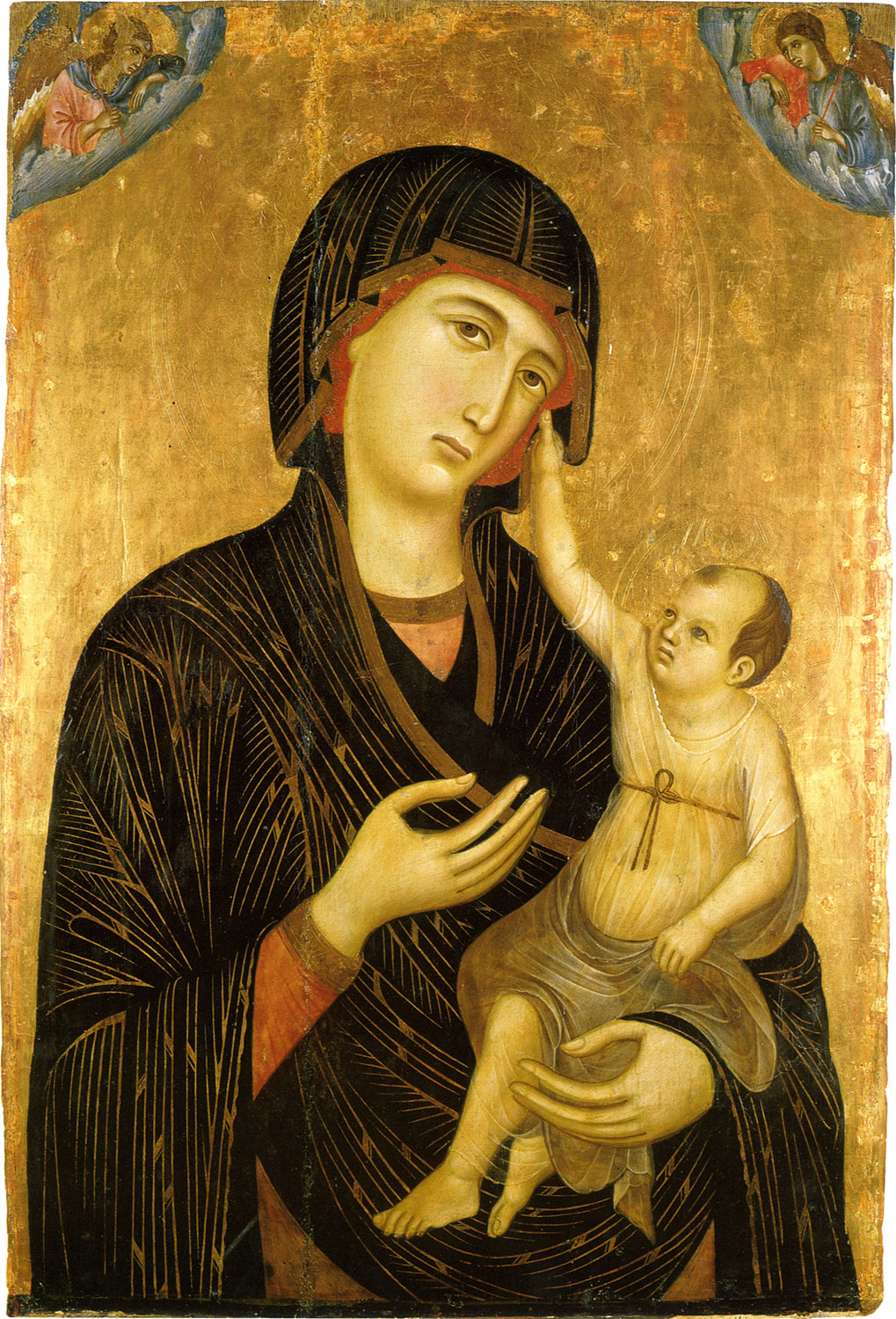
Duccio, Vierge de Crevole.

### XIIIesiècle
Les premières peintures conservées à Sienne et sur son territoire remontent à la période comprise entre la fin du XIIe siècle et le début du XIIIe siècle. Des œuvres telles que les croix peintes de San Giovanni d'Asso (musée de Pienza), le couvent de Santa Chiara (Pinacothèque nationale de Sienne) ou le crucifix de Sant'Antimo (musée de Montalcino) présentent un fort substrat roman.
Le premier ouvrage daté avec certitude (1215) est un retable avec le Sauveur, où la présence d'une forte influence byzantine est déjà visible, le tableau est conservé à la Pinacothèque nationale de Sienne. La Madone aux grands yeux, à l'origine sur l'autel principal de la cathédrale (1220-1230) est attribuée au même auteur anonyme, le Maestro di Tressa.
Le passage à Sienne de Coppo di Marcovaldo, fait prisonnier lors de la bataille de Montaperti en 1261, accentue l'influence byzantine, avec sa Madonna del Bordone (Basilique San Clemente in Santa Maria dei Servi, tableau aujourd'hui modifié par une repeinture du XIVe siècle des visages de Marie et de Jésus), qui est reprise par Guido da Siena, connu comme le premier représentant de l'école siennoise, bien que sa personne soit dans une large mesure encore enveloppée de mystère. Cet artiste signe la Maestà de San Domenico  dans la basilique San Domenico, probablement dans la décennie 1260, bien que la date figurant sur le tableau, maintenant considérée comme une information purement symbolique, soit celle de 1221 : sur la base de cette date, il a pendant longtemps été donné la priorité à l'école siennoise sur toutes les autres écoles toscanes et italiennes.
Les contemporains de Guido sont Dietisalvi di Speme et Guido di Graziano, dont les œuvres se caractérisent par un byzantinisme énergique et expressif : le dernier a été influencé par Cimabue dans la richesse des tons des couleurs et la fluidité des lignes. Le retable de saint Pierre et le saint François conservés à la Pinacothèque nationale de Sienne, lui sont attribués.
Les peintres de cette période reçoivent aussi commandes pour des biccherne, ces peintures commandées par les magistrats de la Biccherna et de la Gabella pour décorer les couvertures en bois des livres de comptes annuels.
En sculpture, au cours du même siècle, la chaire de la cathédrale de Sienne est réalisée par Nicola Pisano (1266-1269), tandis que son fils, Giovanni Pisano, se voit confier la décoration sculpturale de sa façade (1284-1297).
La personnalité complexe de Duccio di Buoninsegna émerge parmi la poignée de peintres actifs dans la ville à la fin du siècle qui suivent l'exemple fondamental de Cimabue. Parmi ses premières œuvres (vers 1280) figurent la Vierge de Crevole, d'abord à l'ermitage de Montespecchio, maintenant au Museo dell'Opera Metropolitana del Duomo, et la Madone des Franciscains (Galerie nationale d'art, vers 1290), dans laquelle il insère des éléments de peinture gothique et fait montre d'une grande spontanéité dans les gestes de l'Enfant. Le vitrail circulaire du Duomo date de 1288, aujourd'hui au Museo dell'Opera Metropolitana del Duomo ; Duccio a fourni le dessin et a ensuite travaillé au pinceau.

### Première moitié duXIVesiècle
Le monde occidental est alors marqué par de grands changements philosophiques et religieux qui voient émerger l'empirisme, le naturalisme et de nouvelles formes de dévotion. À Sienne, des peintres comme Simone Martini, Pietro et Ambrogio Lorenzetti ne sont l'écho de ces évolutions, n'hésitant pas à mettre en scène le monde tel qu'ils l'observent et à figurer avec une précision inédite des objets du quotidien.

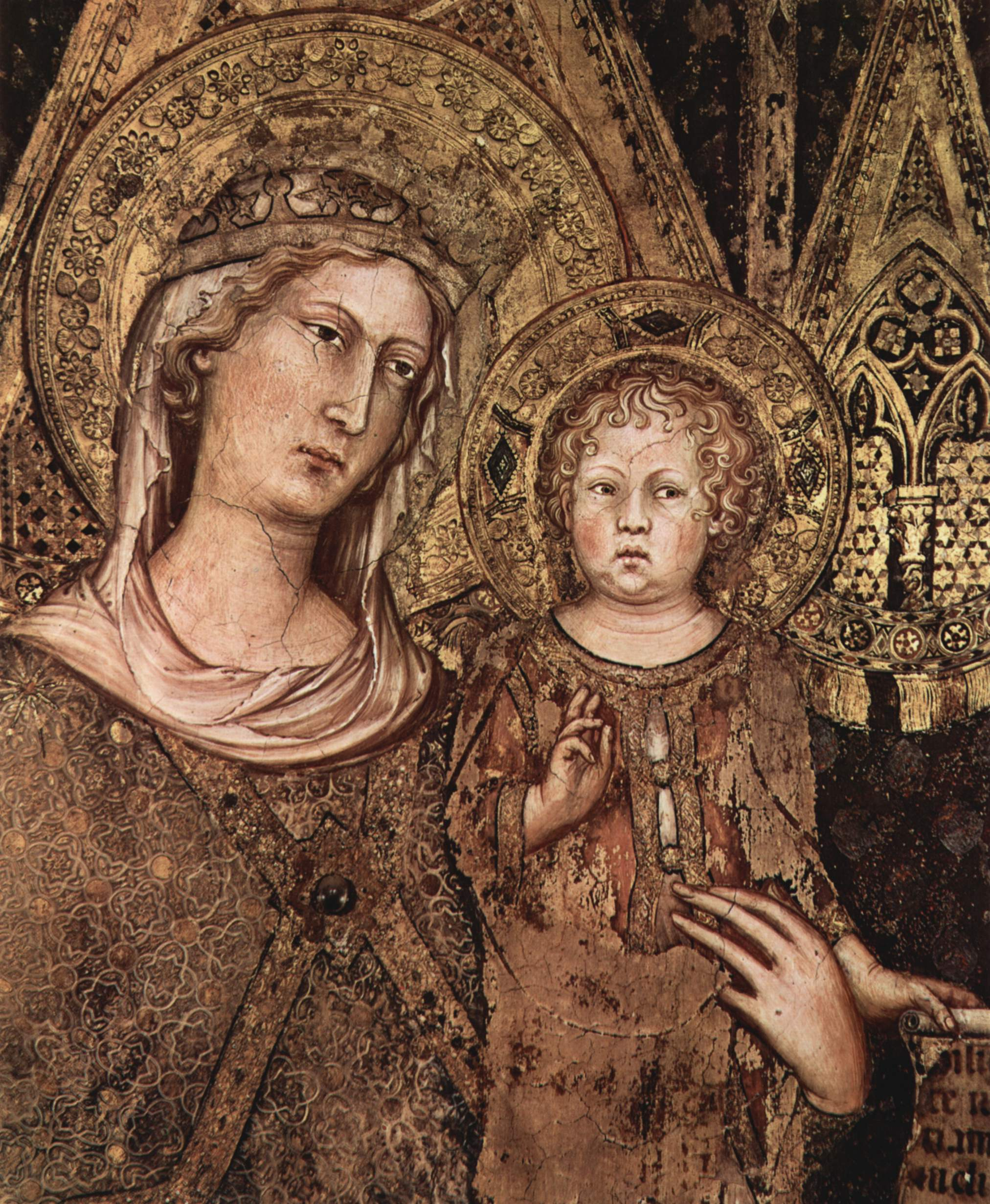
Détail de la Maestà de Simone Martini (1315), Palazzo Pubblico, Sienne.

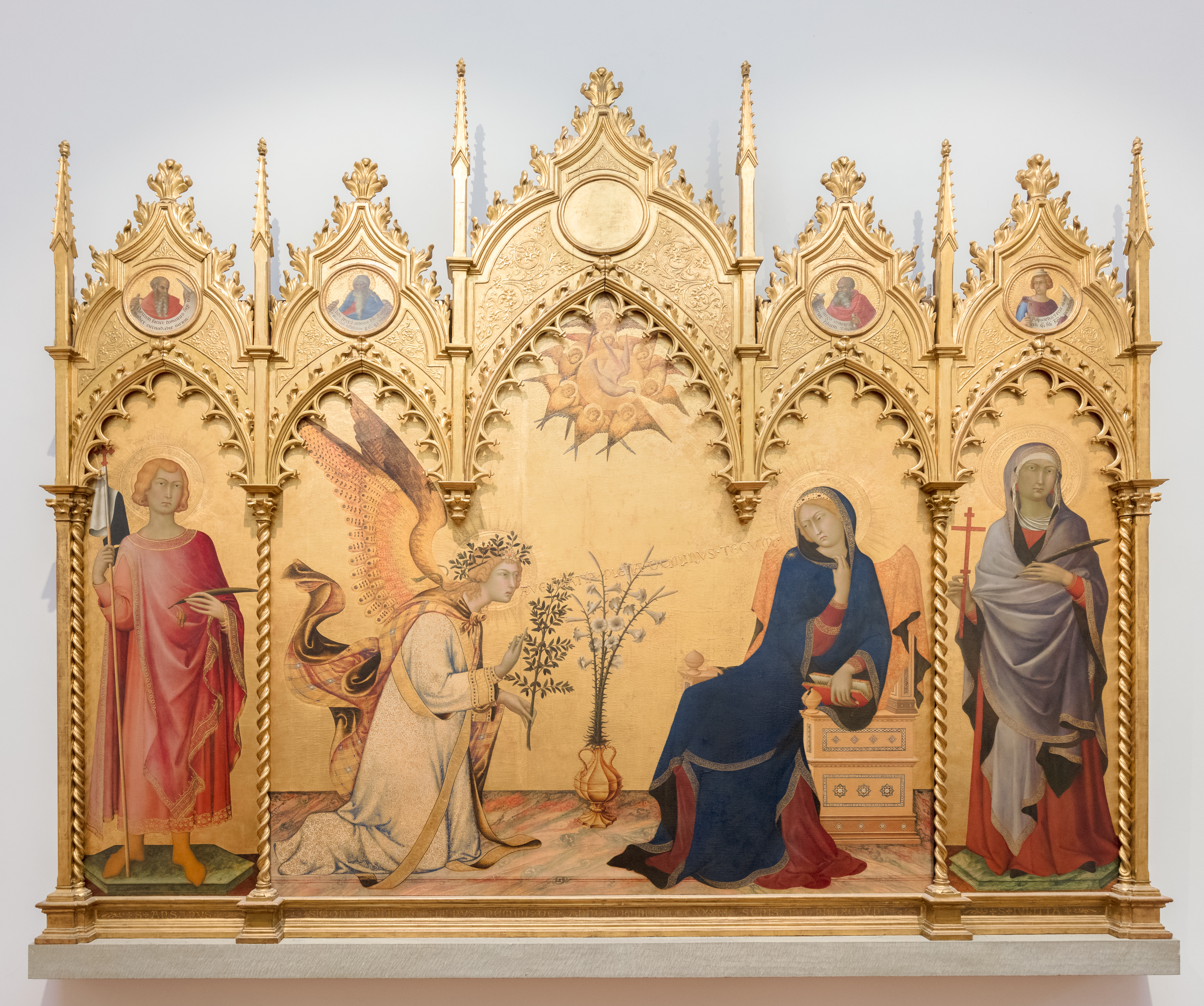
Simone Martini et Lippo Memmi, Annonciation avec sainte Marguerite et saint Ansanus, Galerie des Offices, Florence.

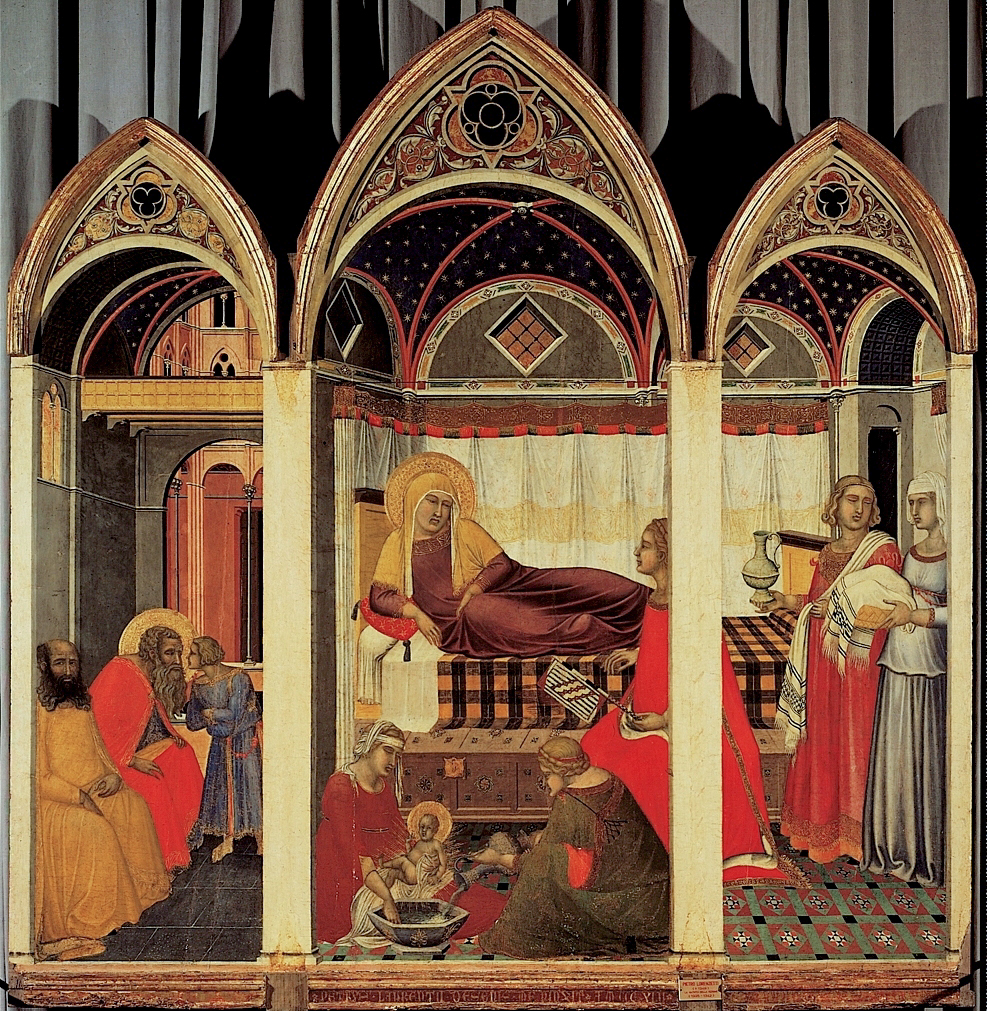
Pietro Lorenzetti, Nativité de la Vierge, Musée dell'Opera del Duomo, Sienne.

Duccio di Buoninsegna réalise entre 1308 et 1311 le retable de la Maestà destiné à la cathédrale, conservé au Museo dell'Opera Metropolitana del Duomo, avec une prédelle et un couronnement, qui est également décoré au dos de scènes de la Passion du Christ. La fresque avec la Capitulation du château de Giuncarico dans le Palazzo Pubblico est également attribuée par certains au même auteur. Son art se caractérise par la fusion de différentes traditions : la peinture byzantine contemporaine de Paléologue, les figures monumentales de Cimabue, rendues avec des lignes douces et élégantes et avec la gamme chromatique raffinée de la peinture gothique. Son neveu Segna di Bonaventura (Vierge à l'enfant de la basilique San Clemente in Santa Maria dei Servi) et Ugolino di Nerio (Vierge douloureuse et crucifixion à la Pinacothèque nationale de Sienne) sont les disciples de Duccio.
Dès 1315, Simone Martini, probablement élève de Duccio, propose une véritable alternative au style giottesque : sa Maestà du Palazzo Pubblico, fresque de la salle de la Mappemonde, peinte entre 1312 et 1315, offre de fonder la peinture moderne sur la leçon grecque : l'air circule davantage autour des saints personnages, dont la disposition est moins statiquement ordonnée que dans le monde prestigieux de Duccio ; les montants du baldaquin suffisent à créer une profondeur en recouvrant partiellement les visages des saints situés sur l'arrière-plan ; certaines auréoles, toujours peintes comme des cercles sur la surface, cachent en partie certains visages ; la profondeur n'est pas créée par une perspective linéaire, mais par une disposition respective des divers éléments de l'image. Il est plus proche du style gothique, déjà acquis par les orfèvres siennois. Le raffinement chevaleresque de Simone Martini est comme l'opposé du choix giottesque. 
La Vierge à l'Enfant de Lucignano d'Arbia et le panneau avec le Bienheureux Agostino Novello, tous deux à la Pinacothèque nationale, sont aussi attribués à Simone Martini. En 1328, à son retour à Sienne, Simone Martini peint une autre fresque dans la salle de la Mappemonde, Guidoriccio da Fogliano au siège de Montemassi. En 1333,  il signe avec Lippo Memmi, l'auteur de la Madonna del Popolo conservée dans la basilique des Servi, l'Annonciation avec sainte Marguerite et saint Ansanus pour l'autel de Sant'Ansano dans la cathédrale, maintenant à la Galerie des Offices. Dans cette œuvre, à l'iconographie d'origine byzantine, le retrait de la Vierge frappe d'abord: sa courbe bleue rythme, en correspondance avec les ailes de l'ange, l'or vibrant du fond. L'expression n'est pas liée au geste proprement dit d'esprit giottesque, mais à al courbe presque abstraite du manteau, surface peinte sans que la lumière s'y accroche en un modèle dramatique.
Pietro Lorenzetti, également élève de Duccio et sensible aux nouveautés de Giotto, est l'auteur de la Pala del Carmine conservée à la Pinacothèque nationale (1329), retable représentant la Vierge à l'enfant et les saints, caractérisé comme d'autres œuvres, par des gestes spontanés et des croisements de regards entre les personnages. Il enrichit l'élégance siennoise des robustesses de Giotto et du sculpteur Giovanni Pisano, la synthèse prenant avec lui un caractère quelque peu archaïque. Avec son frère Ambrogio (1335)  il peint en 1335 les fresques de la façade de l'hôpital Santa Maria della Scala, qui ont été perdues au XVIIIe siècle. Du cycle de fresques de la salle capitulaire de la basilique Saint-François (1336-1337), subsistent la Crucifixion, conservée dans une chapelle de l'église, et le Christ ressuscité, au musée diocésain. La fresque mutilée dans la basilique San Domenico avec un chevalier présenté à la Vierge par saint Jean baptiste date de la même période. En 1342, le retable avec la Nativité de la Vierge, destiné à l'autel San Savino dans le Duomo, est achevé, maintenant au Museo dell'Opera Metropolitana del Duomo.

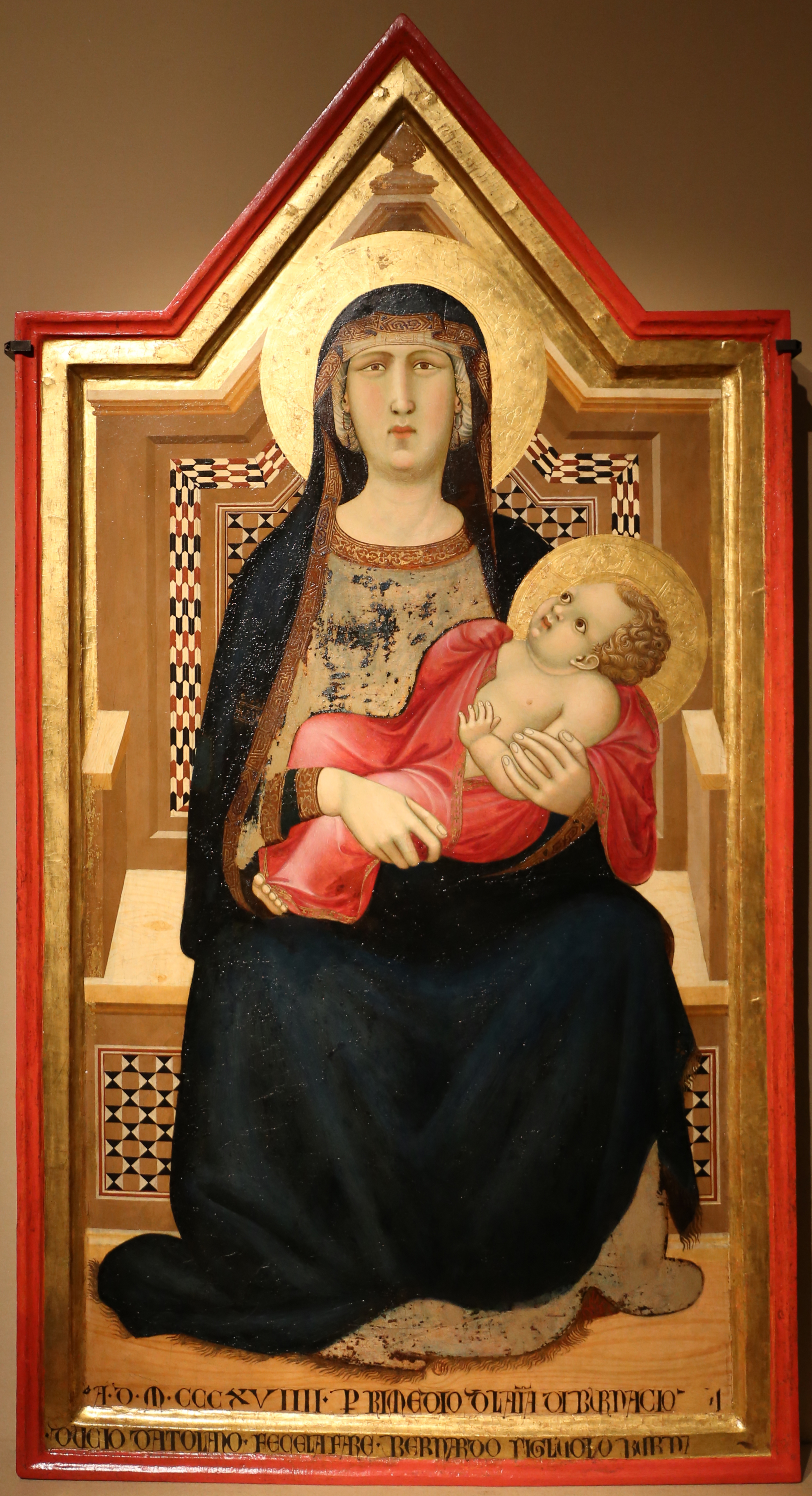
Ambrogio Lorenzetti, Madonne di Vico l'Abate, 1319.

On doit au frère de Pietro, Ambrogio Lorenzetti, la fresque des Effets du bon et du mauvais gouvernement  peinte, dans la salle des Neufs du Palazzo Pubblico (1337-1339), première œuvre civile, non plus seulement religieuse, mais politique et presque laïque de la peinture italienne. Ces images sont capitales par leur thème et par le traitement qui en est proposé : Ambrogio utilise le thème iconographique de la figure trônante et triomphante, souvent utilisée pour l'imagerie religieuse, mais consacre un mur entier aux Effets du Bon Gouvernement ; cette surface, clairement articulée, grâce à l'enceinte fortifiée de la cité dont les édifices font allusion à la Sienne réelle, laisse éclater le modernisme de sa conception picturale : ni histoire, ni anecdotes, des images concrètement symboliques et un espace « objectif », parcourable, où le lieu architectural n'est pas simplement « signifié », mais « représenté », et où l'espace n'est pas centré sur les figures humaines saisies, comme chez Giotto, au moment culminant de leur action et de leur expression. Avec un mélange de vérité et de symbolisme, avec des personnages à la fois concrets, particularisé et emblématiques, cette fresque est à la fois une condensation du sentiment civique siennois et une œuvre qui, par ses structures mentales et figuratives, annonce les développements de la grande peinture politique.
Ambrogio Lorenzetti peint encore la Madonna del Latte au musée diocésain, des fresques avec des scènes de la vie de saint François dans l'église du même nom, et la Maestà de Sant'Agostino, lunette ornée de fresques dans l'église Sant'Agostino. Son Annonciation, désormais aux Offices, montre des recherches spatiales précoces (carrelage) et des personnages aux apparences calmes et graves. Il y réalise la première image où la perspective linéaire se concentre en un point de fuite unique situé au centre de panneau. Cette Annonciation de 1344 ne prétend pas découvrir une solution universelle au traitement de l'espace pictural, et le point de fuite est bien recouvert, occulté, par une colonne dont l'or se confond presque avec celui du fond, en annulant toute profondeur réelle.  Il porte d'un seul coup l'école siennoise à un sommet : l'élégance de Simone Martini et les tourments de Pietro Lorenzetti se dépassent dans l'affirmation d'un « beau intellectuel », sensible à la fois dans la rigueur géométrique du trône de la Madone di Vico l'abate (1318) et dans la netteté majestueuse de la disposition de son personnage. Sa trouvaille atteste l'intensité et la richesse des recherches siennoises dans la première moitié du Trecento.
Dans les mêmes années, la sculpture, avec Tino di Camaino, Goro di Gregorio et Giovanni d'Agostino, montre la volonté de suivre le même chemin que la peinture gothique de Simone Martini, avec des attitudes sinueuses et élégantes et une draperie lâche.
La peste noire frappe particulièrement Sienne de juin à septembre 1348. Pietro Lorenzetti meurt à quarante-trois ans et Ambrogio à vingt-neuf ans.

### Seconde moitié duXIVesiècle

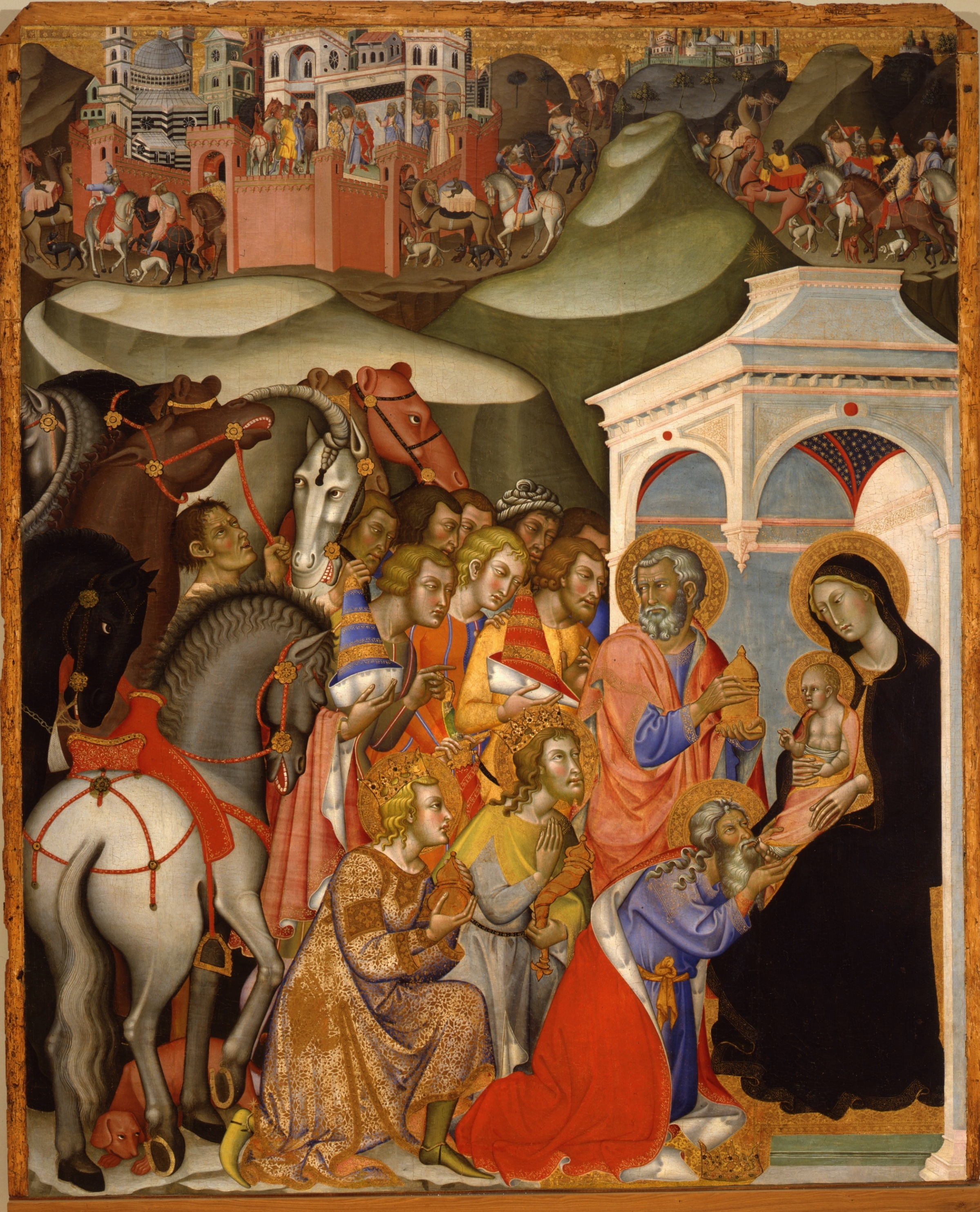
Bartolo di Fredi, Adoration des mages.

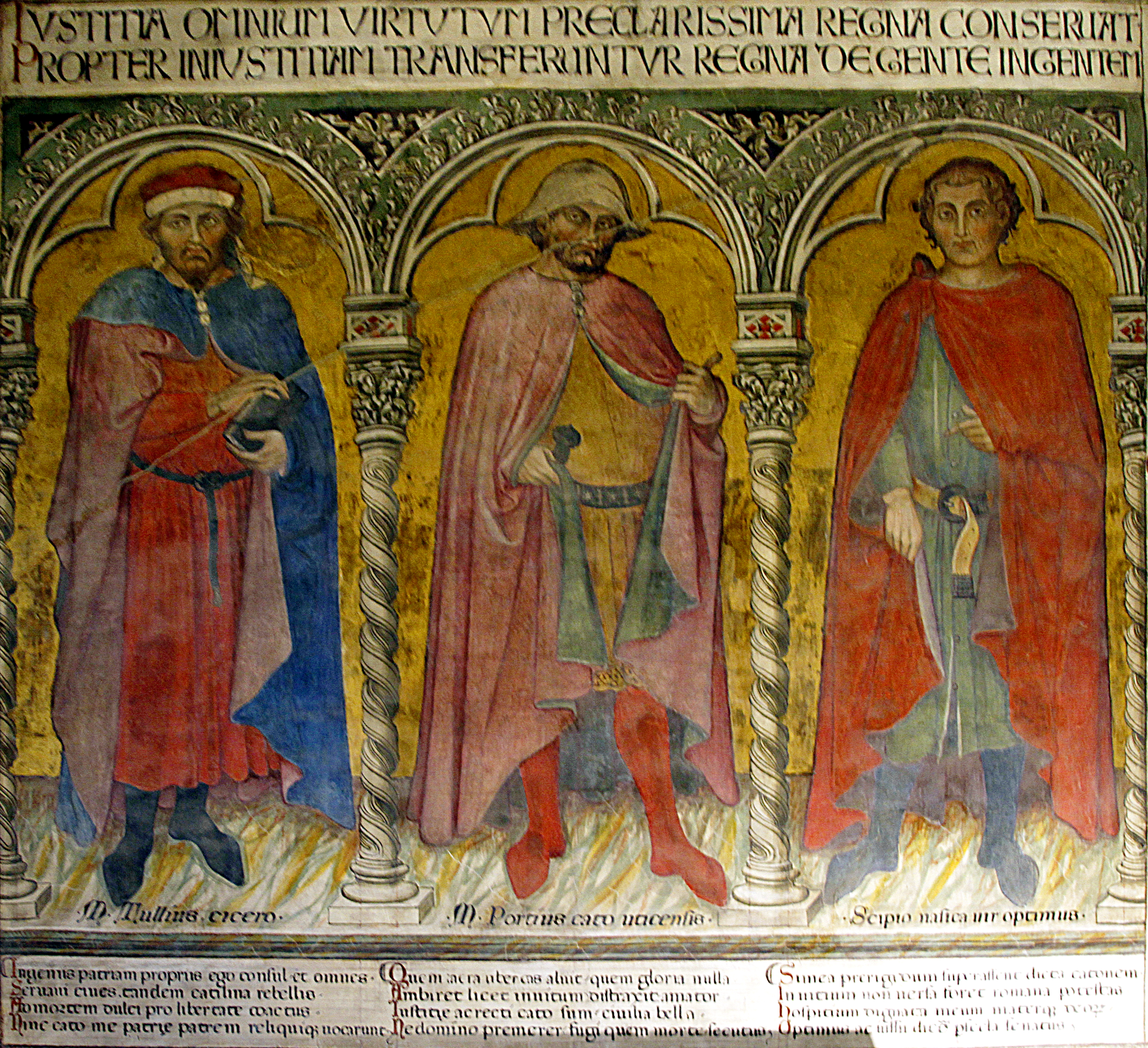
Taddeo di Bartolo, Anciens Romains, Palazzo Pubblico.

Divers peintres se succèdent dans la seconde moitié du XIVe siècle qui développent les modèles de Simone Martini et des Lorenzetti, comme l'enlumineur Niccolò di ser Sozzo (Assunta del Caleffo bianco aux Archives d'État) ou Luca di Tommè (polyptyque de Sant 'Anna Metterza) qui ont signé ensemble le polyptyque de la Vierge et l'enfant entre les saints Jean-Baptiste,Thomas, Benoît et Stephane, daté de 1362.
Bartolomeo Bulgarini (qui peut-être confondu pour certains critiques avec Ugolino Lorenzetti et avec le maître de la bergerie se voit attribuer une Assomption (à la Pinacothèque nationale) recouverte d'or. Lippo Vanni, enlumineur et peintre, continue la leçon des Lorenzetti et est l'auteur de la fresque monochrome de la Bataille du Val di Chiana, dans la salle de la Mappemonde du Palazzo Pubblico et du cycle des Histoires de la Vierge, peinture à fresque dans l'ermitage de San Leonardo al Lago.
Peu de temps après, Bartolo di Fredi, qui divulgue la leçon des Lorenzetti en Toscane et ailleurs, est l'auteur de l'Adoration des mages, à la Pinacothèque nationale, qui dévoile un ton narratif vivant et un goût pour les détails luxueux. Il partage un atelier avec Andrea di Vanni. Ce dernier participe à une véritable renaissance des voies de Simone Martini (fresque de Sainte Catherine et un dévot dans la basilique San Domenico, à partir de 1390), à laquelle collabore également Jacopo di Mino del Pellicciaio (Couronnement de Sainte Catherine d'Alexandrie, à la Pinacothèque nationale), tandis que Paolo di Giovanni Fei fusionne la spatialité de Pietro Lorenzetti avec l'élégance des gestes de Simone Martini (Nativité de la Vierge à la Pinacothèque nationale).
Entre la fin du XIVe siècle et le début du Xve siècle, Taddeo di Bartolo est l'auteur en 1409 d'une Annonciation qui reprend en partie celle célèbre de Simone Martini, sous des formes plus larges et plus paisibles et avec un équilibre chromatique habile. Dans les mêmes années, il décore la « chapelle des Neuf » dans le Palazzo Pubblico, avec des hommes célèbres de l'antiquité, dont les cartouches sont en latin, représentés dans un esprit humaniste précoce et pris comme exemples de bonne gouvernance. Dans les mêmes années, la Sala di Balia, également dans le Palazzo Pubblico, est décorée à fresque par l'étranger Spinello Aretino et son fils Parri, avec des histoires du pape Alexandre III, pape originaire de Sienne, tandis que la voûte est peinte à fresque avec des figures de saints par Martino di Bartolomeo.
Dans la seconde moitié du siècle, la sculpture abandonne la leçon des maîtres de la période précédente pour revenir aux modèles de Nicola et Giovanni Pisano. Parmi les sculpteurs siennois, figure Piero d'Angelo, père de Jacopo della Quercia.

### XVesiècle

#### Tarissement de l'élan créatif

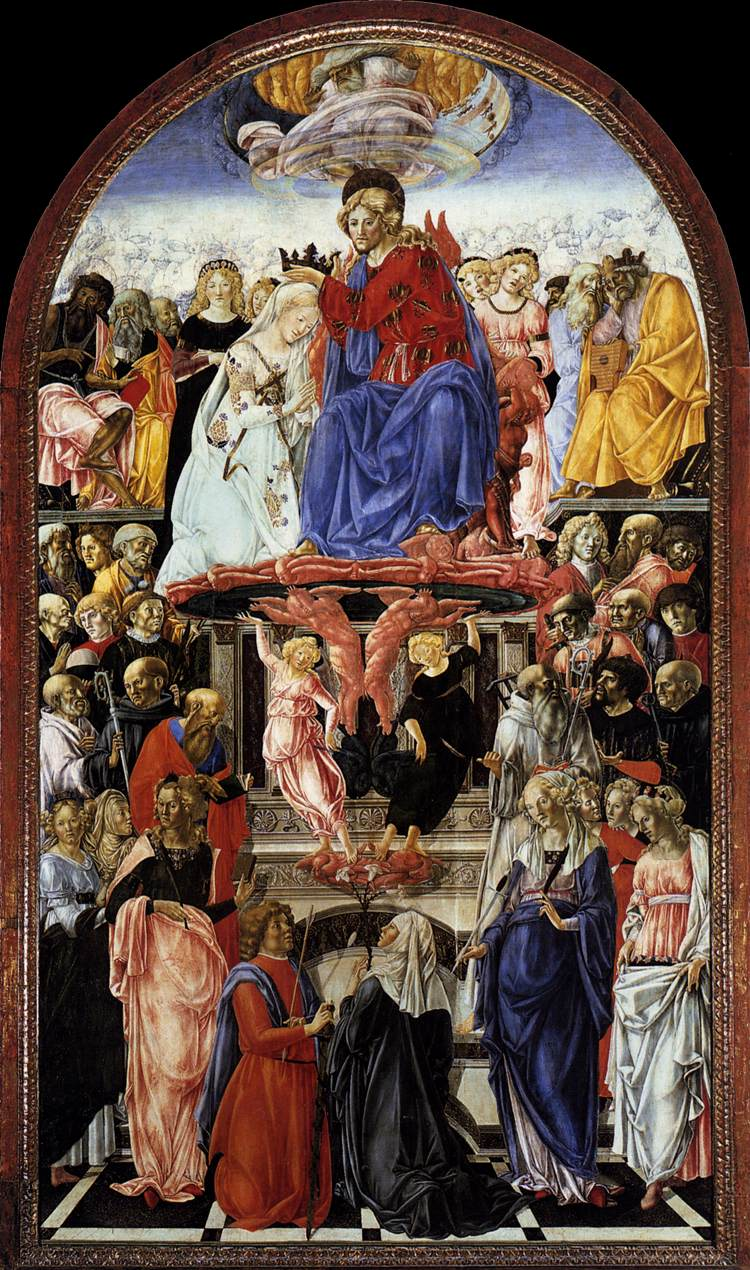
Francesco di Giorgio, Couronnement de la Vierge.

Au XVe siècle, la peinture siennoise suit la tradition, n'acceptant que superficiellement la mise en perspective et les nouveaux schémas de composition venus de Florence : ses modèles restent l'Annonciation de Simone Martini et la fresque du Bon Gouvernement Ambrogio Lorenzetti, Roberto Longhi définit cette caractéristique de la peinture siennoise du XVe siècle comme « gotico ombreggiato di rinascimento  » . Alors qu'au siècle précédent, les possibilités de renouvellement et les capacités d'invention sont considérables dans le milieu siennois, le XVe siècle signe un échec relatif de l'école siennoise prise dans son ensemble. Le Trecento toscan est, dans une large mesure, tributaire des inventions siennoises, mais le noyau créatif se déplace dès les années 1420 à Florence. Les fresques de l'Ospedale della Scala ne comptent plus dans l'invention du langage figuratif moderne ; la peinture siennoise est « réactionnaire » et le traditionalisme y est presque brandi comme un étendard,.
Une véritable distance s'installe par rapport au courant historiquement créateur. La conscience nationale de la cité demeure très forte et vivace, mais elle continue à passer par des structures mentales et sociales anciennes, les contrade, les associations de quartiers qui organisent depuis longtemps la vie de la cité et dont la place centrale, le Campo, condense l'esprit communautaire. Il manque à Sienne une transformation interne du pouvoir tel qu'elle se fait jour ailleurs en Italie et dont l'importance est essentielle dans la réussite d'une école locale. Elle n'apparait que dans les années 1480, date à laquelle Pandolfo Petrucci réussit presque à accaparer le pouvoir ; tout au long du siècle, aucun prince n'est apparu pour concentrer en une figure individuelle le sentiment de la dignité collective. Les deux grandes figures politiques de la cité sont alors deux saints : saint Bernardin, canonisé en 1450, et sainte Catherine, canonisée en 1468. Or ces deux personnages primordiaux ne se distinguent pas particulièrement par le modernisme intellectuel de leurs attitudes, à l'inverse des chanceliers humanistes de Florence.
La peinture siennoise demeure très définie et « nationale », avec en particulier une très grande importance donnée au thème religieux. L'esprit de recherche demeure vivant mais s'applique plus, par exemple, à la sensibilité chromatique de la surface peinte qu'à la définition rationnelle d'un espace en perspective ; le sens du concret est détourné par un irréalisme presque fantastique : la perspective s'emploie avec un brio démonstratif, mais son aspect rationnel ou mathématique peut être contredit par la structure colorée, la lumière, le « vertige du vide ».
Il existe toutefois un milieu humaniste siennois, actif et vivant ; la ville a de grands artistes modernes comme le peintre, sculpteur et architecte Francesco di Giorgio, mais c'est à Urbino, auprès de Frédéric III de Montefeltro qu'il portera à leur terme les recherches annoncées dans le Couronnement de la Vierge de 1472. À la fin du siècle, le cardinal Francesco Todeschini Piccolomini fait appel à un Ombrien à succès, Pinturicchio,  pour décorer de fresques la salle principale de sa bibliothèque.

#### Artistes actifs au Quattrocento

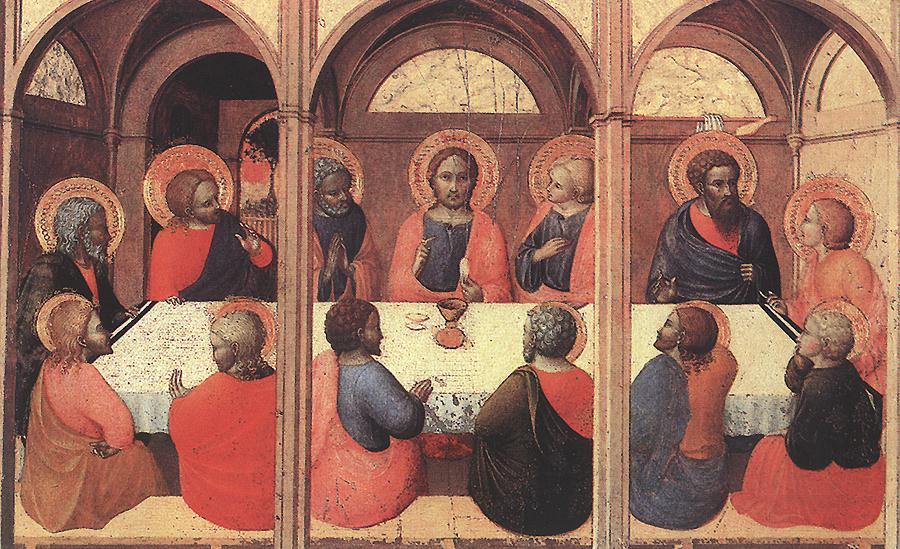
Sassetta, La Cène.

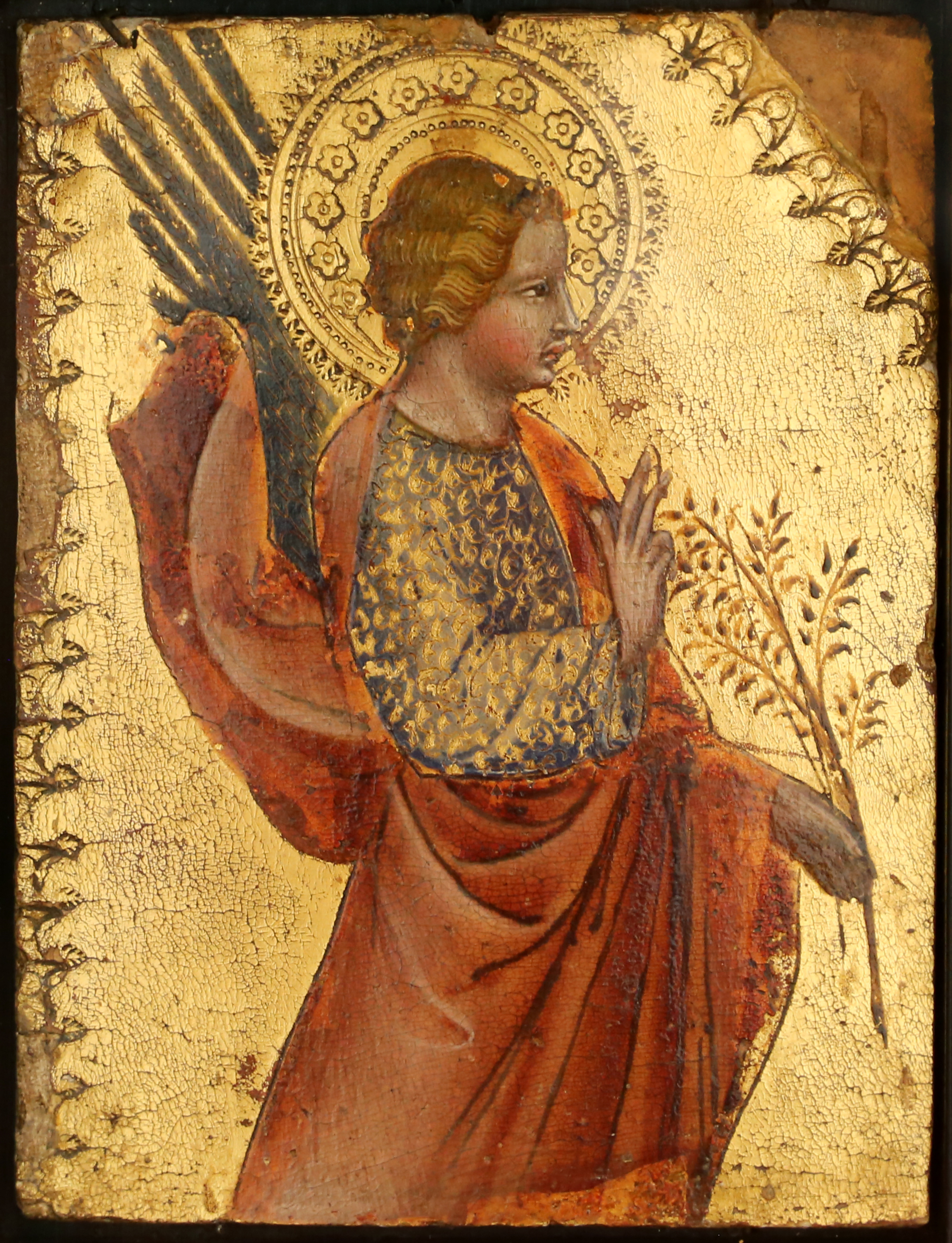
Giovanni di paolo, Ange de l'Annonciation.

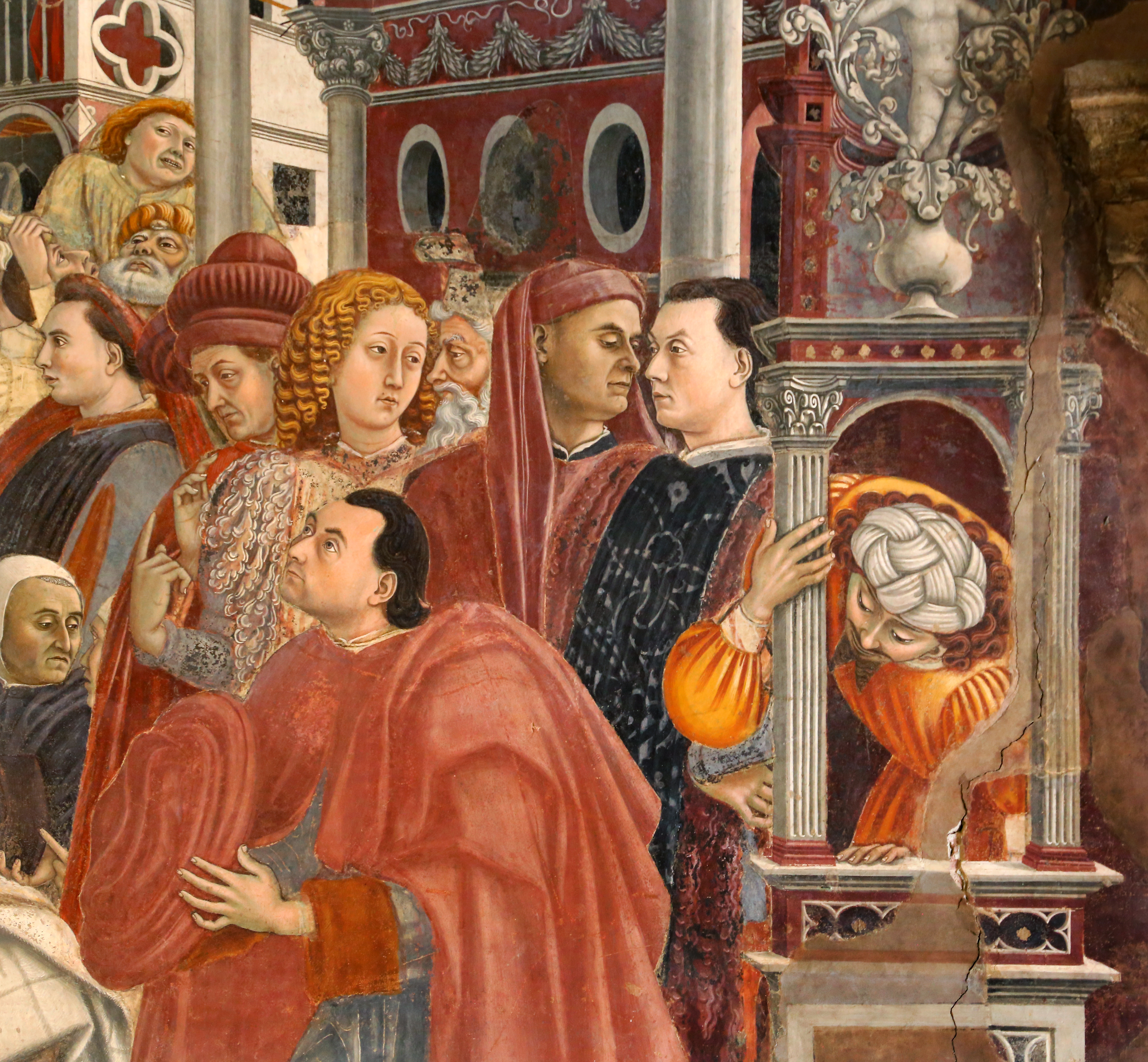
Domenico di Bartolo, Celestin III concède des privilèges à l'hôpital Santa Maria della Scala, 1442-1444.

Stefano di Giovanni, connu sous le nom de Sassetta, formé à Sienne, a reçu les enseignements des Lorenzetti sur la perspective, approfondis par sa connaissance de la peinture florentine contemporaine, et en même temps est influencé par le style gothique international de Gentile da Fabriano. En 1423, il exécute la Pala della Lana (la laine), un retable pour la guilde des Lainiers, aujourd'hui dispersée dans divers musées, puis, en 1432, la Madonna della Neve pour le Duomo, maintenant au musée des Offices. Quelques panneaux, issus des plus grandes peintures dispersées, sont conservées dans la collection Chigi Saracini.
Le Maître de l'Observance, peut-être à confondre avec Sano di Pietro au début de sa carrière et fortement influencé par Sassetta, tire son nom d'une Vierge à l'Enfant et des saints Ambrogio et Gerolamo  pour la basilique de l'Observance. La première œuvre connue de Sano di Pietro est le polyptyque des Gesuati  à la Pinacothèque nationale, daté de 1444, où il reprend des caractéristiques stylistiques et des compositions déjà consolidées. Sa veine narrative s'exprime dans la prédelle et dans les scènes de relatives à l'actualité de la ville (Sermon de San Bernardino sur la Piazza del Campo et Sermon de San Bernardino sur la Piazza San Francesco).
Giovanni di Paolo est influencé par la peinture gothique tardive lombarde et flamande, comme cela est visible dans l'importance accordée au paysage irréel qui domine ses arrière-plans et la finition minutieuse des détails, même à une grande distance (Madonna dell'Umiltà de 1435, à la Pinacothèque nationale). Pietro di Giovanni d'Ambrosio est au contraire plus réceptif aux nouveautés de la peinture florentine de la Renaissance et produit des œuvres présentant des nouveautés iconographiques et compositionnelles.
Les nombreuses images de la Vierge peintes par Matteo di Giovanni révèlent la persistance de la tradition locale, malgré l'attention portée à la recherche anatomique florentine. Il est également l'auteur de fresques comme le Massacre des Innocents au Palazzo Pubblico, à la composition chargée et à l'expression exaspérée des sentiments. Ses élèves, qui ont travaillé dans les dernières années du siècle, sont Guidoccio Cozzarelli et Pietro di Francesco degli Orioli (Visitation à la Pinacothèque nationale, qui incorpore des influences de Domenico Ghirlandaio).
Domenico di Bartolo est le premier peintre siennois à produire des œuvres purement Renaissance comme la Madonna dell'Umiltà en 1433, à la Pinacothèque nationale, avec un raccourci des jambes et du cartouche, et les visages des anges musiciens qui reprennent les modèles de Filippo Lippi. Entre 1441 et 1444, il peint un cycle de fresques sur l'histoire de l'institution et ses activités quotidiennes sur la voûte de la salle du pèlerin de l'hôpital Santa Maria della Scala. Lorenzo di Pietro, dit Vecchietta, est l'auteur du Rêve de la mère de la bienheureuse Sorore dans le même cycle et, entre les années 1446 et 1449, des fresques de la  « vieille sacristie » du même complexe. Vecchietta a été formé à Florence et a travaillé avec Masolino da Panicale ; quand il arrive à Sienne, il introduit les innovations florentines dans la tradition locale. Il est l'auteur de nombreuses œuvres : à l'hôpital Arliquiera, dans le cabinet destiné à la conservation des reliques, il réalise des figures de saints et des scènes de la Passion du Christ dans des environnements rendus en perspective ; la fresque de la Pieta de l'église Saint-François, aujourd'hui au musée diocésain, les fresques du baptistère de la cathédrale (1450-1453), intégrent les nouveautés florentines au niveau du cadre architectural, de l'anatomie des personnages et des arrière-plans du paysage.
Deux miniaturistes de la vallée du Pô séjournèrent à Sienne, Liberale da Verona, à partir de 1466, et Girolamo da Cremona, élève d'Andrea Mantegna, à partir de 1470. Celui-ci introduit une variété de poses et d'attitudes dans des personnages conçus solidement et une liberté dans l'utilisation de couleurs inconnues de la tradition locale.
Francesco di Giorgio Martini a un atelier avec de nombreux collaborateurs. Il a intégré les influences florentines de Sandro Botticelli. Neroccio di Bartolomeo de' Landi, formé comme lui dans l'atelier de Vecchietta, fut son associé jusqu'en 1475 ; il utilise sa connaissance approfondie de la culture artistique contemporaine dans le contexte du linéarisme élégant traditionnel siennois. Benvenuto di Giovanni est aussi un élève de Vecchietta, auteur des fresques avec les Miracles de Saint-Antoine dans le baptistère de la cathédrale. Son fils Girolamo di Benvenuto poursuit l'atelier.
Dans la dernière décennie du siècle, Luca Signorelli, est à demeure à Sienne où il peint les fresques monochromes de la Sibylle érythréenne et de la Sibylle Tiburtine dans la chapelle Bichi de l'église Sant'Agostino.
Durant ce siècle, la sculpture bénéficie de la présence de Lorenzo Ghiberti et de Donatello, ainsi que du siennois Jacopo della Quercia. Dans le même temps, la tradition locale de la sculpture en bois polychrome se poursuit avec Domenico di Niccolò et Francesco di Valdambrino. Certains peintres susmentionnés (Vecchietta, Francesco di Giorgio Martini, Neroccio di Bartolomeo de 'Landi, Giacomo Cozzarelli) réalisent aussi des sculptures, tandis qu'Antonio Federighi et Giovanni di Stefano, fils de Sassetta, sont uniquement sculpteurs.
Les différents artistes actifs à Sienne, notamment au XVe siècle, ont également fourni les dessins du pavement de marbre du Duomo.

### XVIesiècle

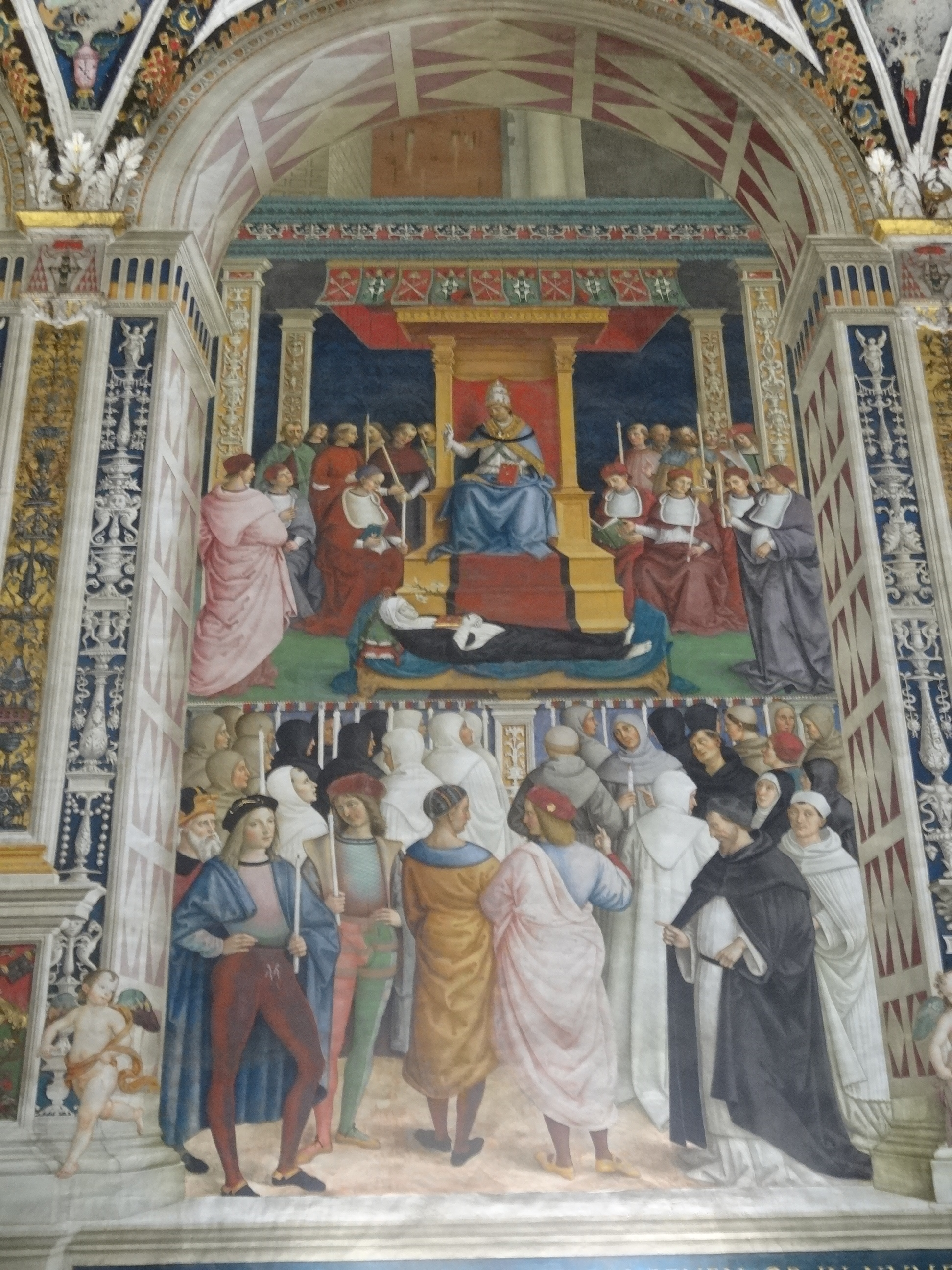
Pinturicchio, Bibliothèque Piccolomini.

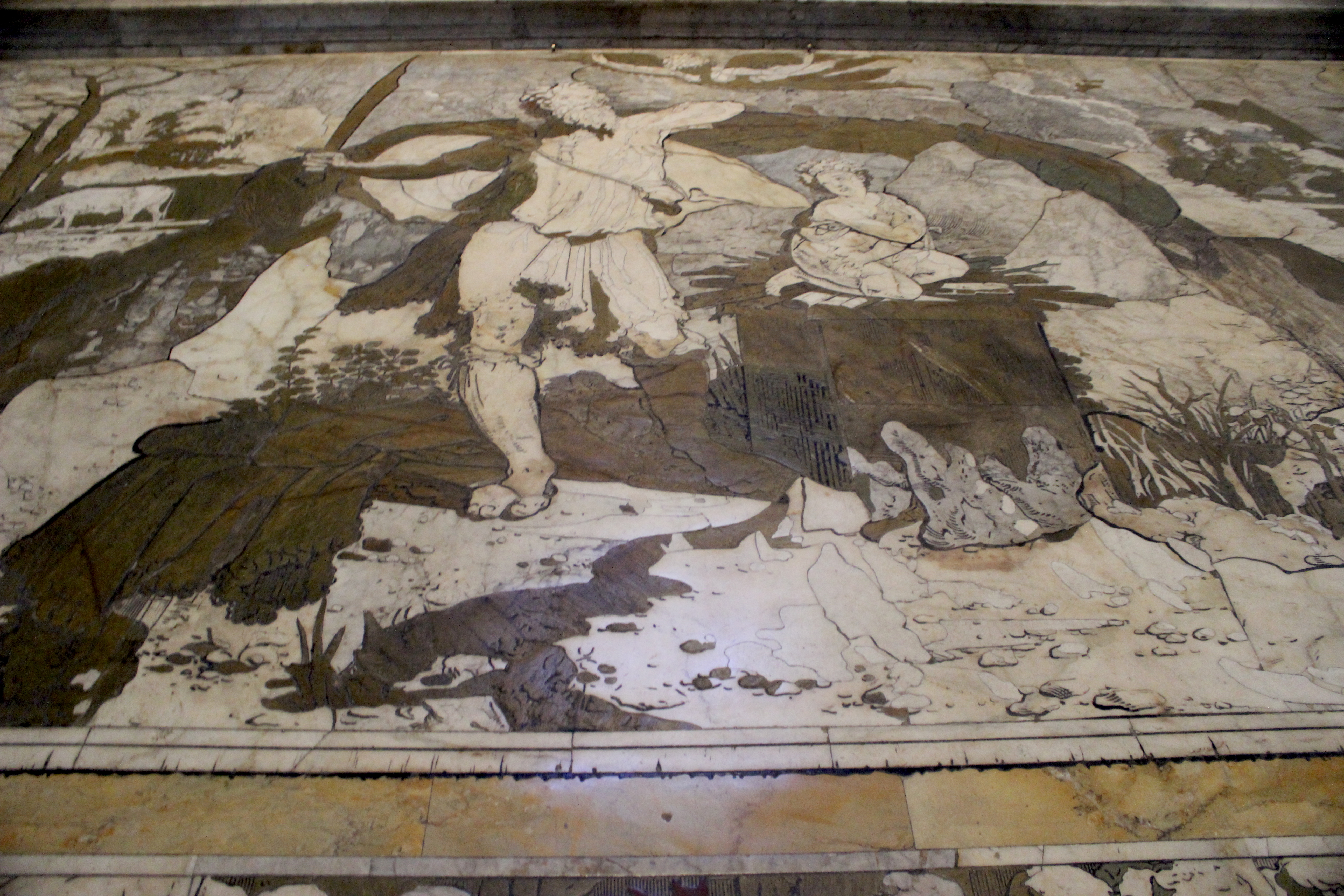
Beccafumi, Isaac, Pavement de la cathédrale de Sienne.

Le XVIe siècle a est la dernière période importante de l'art siennois, lorsque la ville, indépendante de Florence, connait un développement notable sous la seigneurie de Pandolfo Petrucci. Le principal site artistique est toujours le Duomo, où Michel-Ange travaille en 1501 et où Pinturicchio, en 1502, réalise les fresques de la bibliothèque Piccolomini en utilisant, en partie, des dessins de Raphaël. De grands efforts sont également consacrés à l'achèvement du pavement intérieur du Duomo .
Des évolutions importantes ont lieu avec l'arrivée dans la ville du peintre piémontais Giovanni Antonio Bazzi, dit Sodoma, qui enrichit la manière composée du Pérugin avec les nouveautés Leonardesques qu'il a vues à Milan, mais c'est surtout Domenico Beccafumi qui crée un style expérimental basé sur les effets de la lumière, des couleurs et de la fluidité du dessin. Dans ses œuvres, comme Sainte Catherine recevant les stigmates, il s'inspire de la tradition du XVe siècle du Pérugin, mais avec une sensibilité spatiale plus grandiose, des figures allongées et fines, des expressions absorbées et une sensibilité tout à fait personnelle de la lumière et de la couleur.
Dans l'inévitable compétition entre les deux artistes, le très original Beccafumi perd quelques commandes au profit de Sodoma aux formes plus classiques et rassurantes. Bartolomeo Neroni, appelé le Riccio, qui compte un grand nombre d'étudiants et d'adeptes actifs sur tout le territoire siennois, se situe entre les deux. Alessandro Casolani est, quant à lui, un continuateur de Beccafumi.
Beccafumi meurt en 1551 après avoir travaillé sans interruption pendant quarante ans dans sa ville. Seulement deux ans plus tard, en 1553, Sienne est conquise violemment par Cosme I de Médicis, perdant son indépendance séculière et, pratiquement, aussi son rôle de capitale artistique.

### XVIIesiècle
Au début du XVIIe siècle, la culture artistique de la ville se plie aux exigences de la Contre-Réforme, développant un collorisme délicat dérivé de l'exemple de Beccafumi et de Federico Barocci, dont Ventura Salimbeni et Francesco Vanni sont les protagonistes. Dans le sillage de ces deux peintres, Rutilio Manetti fait également ses premiers pas, avant dêtre envoyé en 1623 par les Médicis à Rome. Il y est frappé par les nouveautés des caravagistes, devenant l'un des meilleurs adeptes de Merisi en Toscane, capable de combiner un coup de pinceau dense et pâteux avec des jeux expressifs d'ombre et de lumière.
Après 1550, Bernardino Mei, protégé du cardinal Fabio Chigi, est l'interprète de la peinture baroque inspirée de la scène romaine.

## Les artistes

### 1251-1300

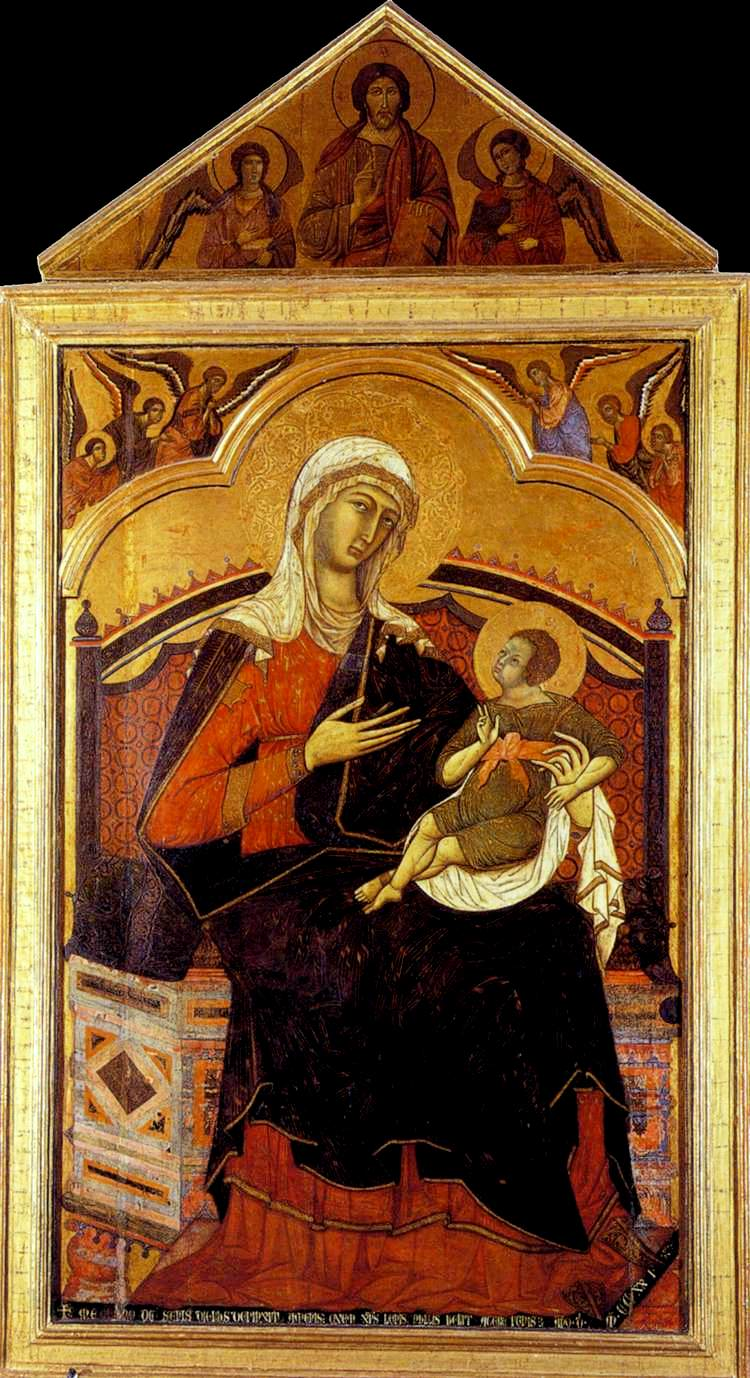
Guido da Sienna, Maestà, San Domenico de Sienne.

- Coppo di Marcovaldo
- Dietisalvi di Speme
- Guido da Siena
- Rinaldo da Siena
- Arnolfo di Cambio
- Guido di Graziano
- Vigoroso da Siena

### 1301-1350
- Barna da Siena
- Duccio, Duccio di Buoninsegna
- Ambrogio Lorenzetti
- Pietro Lorenzetti
- Ugolino Lorenzetti
- Bartolomeo Bulgarini
- Ugolino di Nerio
- Lippo Memmi
- Segna di Bonaventura
- Simone Martini
- Naddo Ceccarelli
- Jacopo di Mino del Pellicciaio

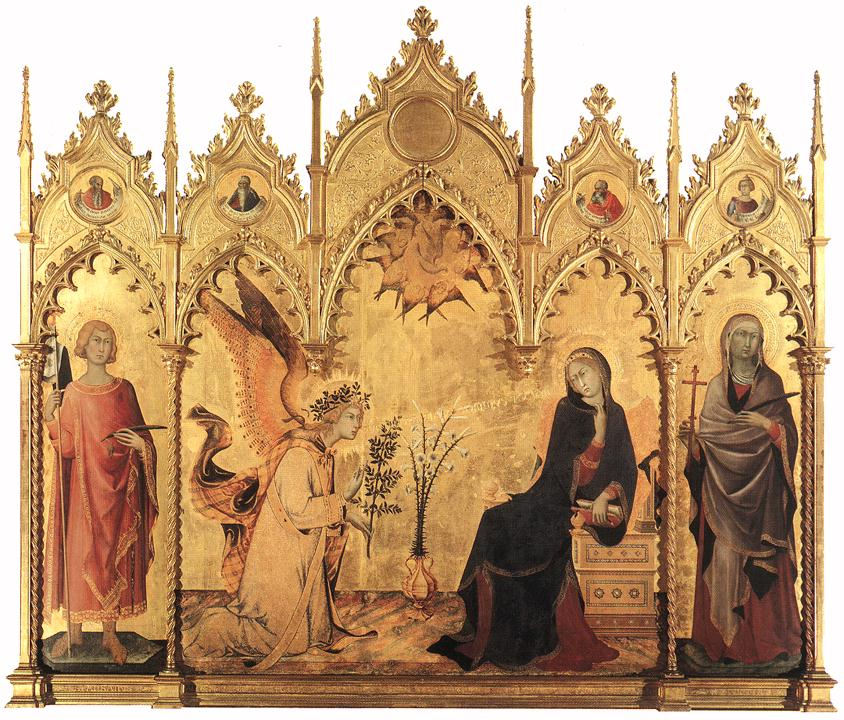
Simone Martini et Lippo Memmi, Annonciation et deux saints.

- Maître de la Madone Goodhart (Maestro della Madonna Goodhart)

### 1351-1400
- Jacopo di Mino del Pellicciaio
- Bartolo di Fredi
- Bartolomeo Bulgarini
- Spinello Aretino
- Domenico di Bartolo
- Taddeo di Bartolo
- Andrea Vanni
- Paolo di Giovanni Fei
- Lippo Vanni
- Niccolò di Buonaccorso (ou Bonaccorso, documenté entre 1355 et 1388)
- Maître de Panzano (Maestro di Panzano)

### 1401-1450

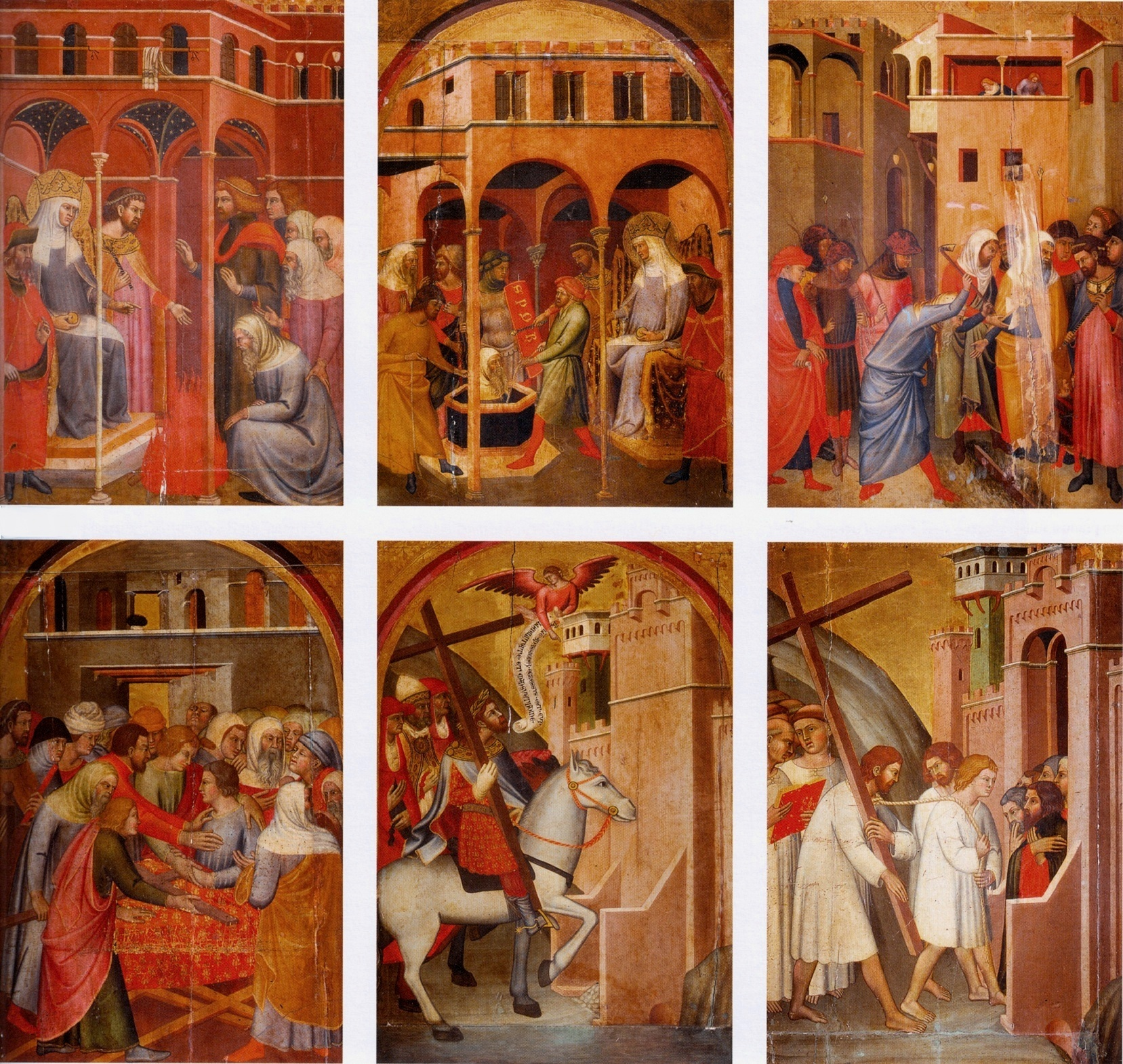
Benedetto di Bindo, Arliquera avec anges et histoires de la Vraie Croix (1412).

- Giovanni di Paolo
- Pietro di Giovanni d'Ambrogio
- Il Sassetta, Stefano di Giovanni
- Benedetto di Bindo
- Martino di Bartolomeo
- Gregorio di Cecco
- Sano di Pietro
- Priamo della Quercia
- Domenico di Bartolo
- Vecchietta, Lorenzo di Pietro
- Maître de l'Observance (Maestro dell'Osservanza)

### 1451-1500

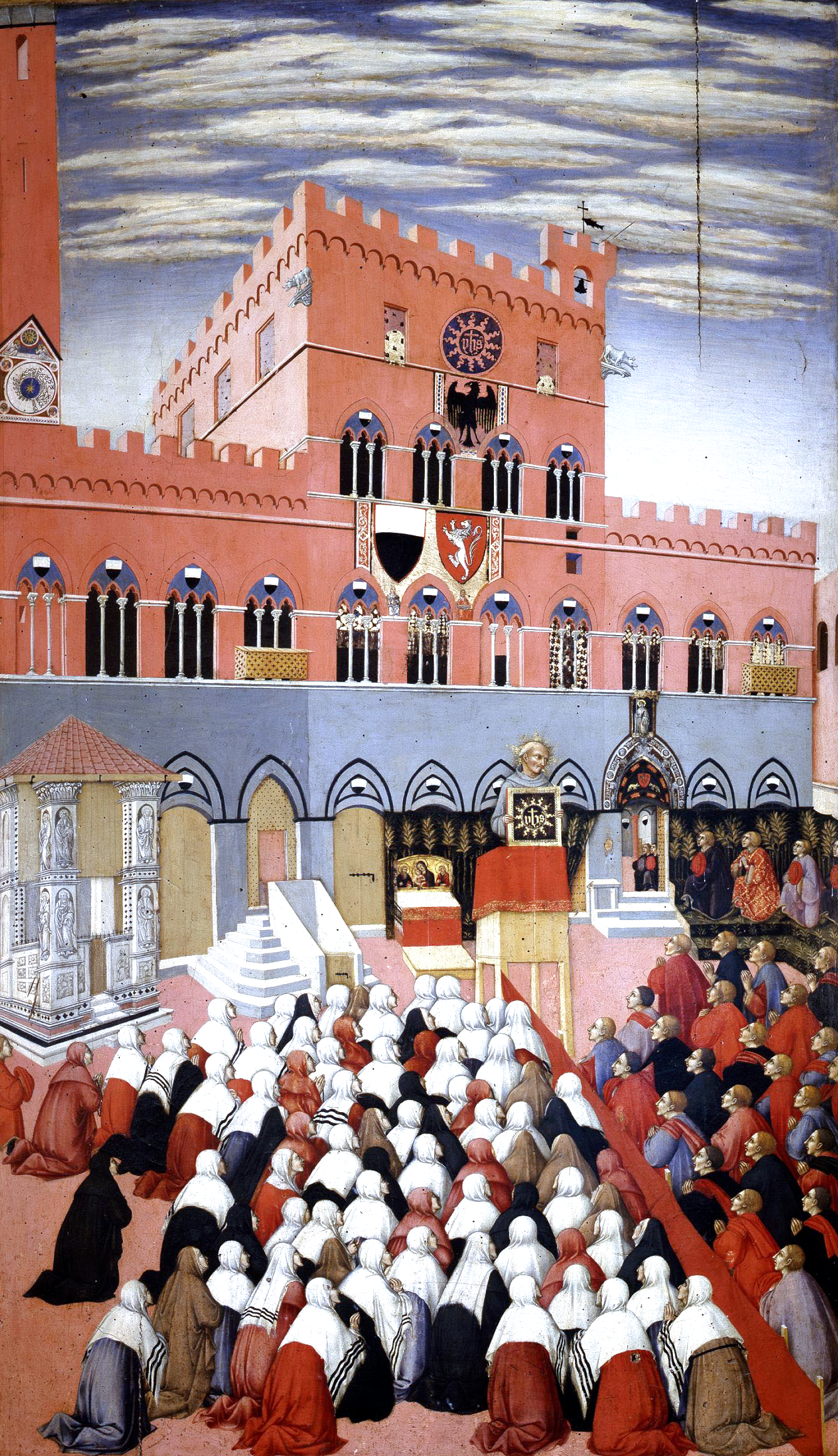
Sano di Pietro, Prédication de saint Bernardin sur le Campo de Sienne.

- Matteo di Giovanni
- Francesco di Giorgio Martini
- Neroccio di Bartolomeo de' Landi
- Pietro di Francesco degli Orioli
- Sano di Pietro
- Benvenuto di Giovanni
- Maître de l'Observance (Maestro dell'Osservanza)

### 1501-1550
- Domenico di Pace Beccafumi
- Benvenuto di Giovanni
- Le Sodoma, (Giovanni Antonio Bazzi, dit)
- Vincenzo Tamagni
- Baldassarre Peruzzi
- Le Riccio, (Bartolomeo di Sebastiano Neroni, dit)

### 1551-1650
- Alessandro Casolani
- Rutilio Manetti
- Ventura Salimbeni
- Francesco Vanni (Sienne, 1563 – Sienne, 26 octobre 1610), peintre et graveur.

## Source de traduction
- (it) Cet article est partiellement ou en totalité issu de l’article de Wikipédia en italien intitulé « Scuola senese » (voir la liste des auteurs).